# کامیل گرابارا
کامیل گرابارا (انگلیسی: Kamil Grabara؛ زادهٔ ۸ ژانویهٔ ۱۹۹۹) بازیکن فوتبال اهل لهستان است.
از باشگاه‌هایی که در آن بازی کرده‌است می‌توان به باشگاه فوتبال روخ خوژوف و باشگاه فوتبال لیورپول اشاره کرد.
وی همچنین در تیم‌های ملی فوتبال زیر ۱۷، ۱۸ و ۲۱ سال لهستان بازی کرده‌است.